# Bengasi

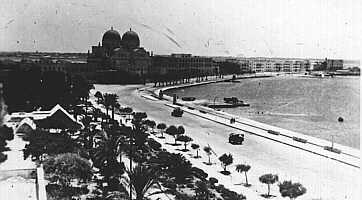
Bengasi italiana

Bengasi o Benghazi (àrab: بنغازي, Binḡāzī,  pronunciació (?·pàg.)) és la segona ciutat de Líbia i principal ciutat de la Cirenaica. És també una municipalitat. La seva població és de 660.147 (2004), que s'eleva a uns 950.000 amb la rodalia. La ciutat disposa d'un aeroport internacional de nom Benina.

## Història

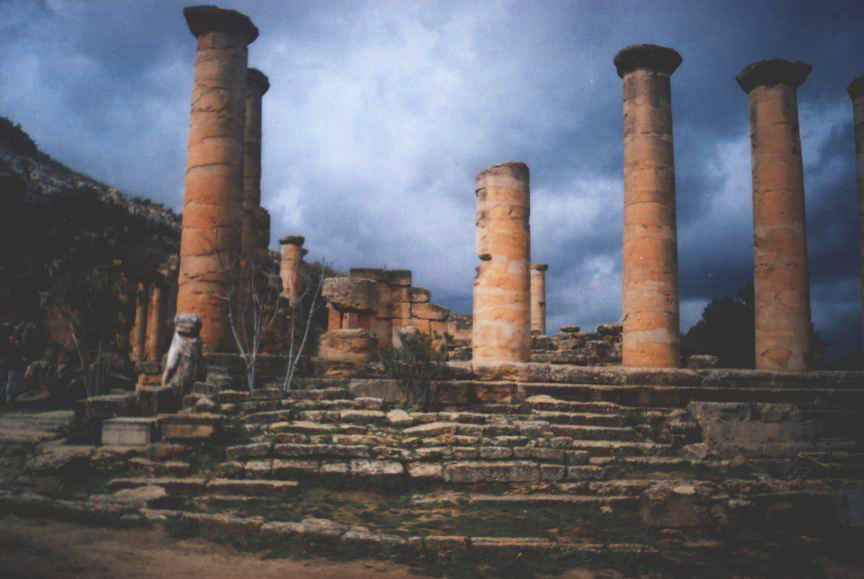
Antiga Cirene

Fou fundada al segle v aC i anomenada Hespèrides o Hesperis (Euespèrides o Euhespèride, data tradicional el 446 aC). Hespèrides fou la ciutat més occidental de la Pentàpolis Cirenaica, a l'extrem est del gran Sirtis, a un promontori anomenat Pseudopenias i prop del riu Lathon. El 249 aC, sota els Ptolomeus, fou reanomenada Berenice (Berenike), en honor de Berenice filla del rei Magas de Cirene i esposa de Ptolemeu III Evergetes]. Tenia una important colònia jueva.) Justinià I la va restaurar després d'haver patit destruccions pels atacs dels vàndals i amazics. El mateix emperador hi va construir uns banys. Sota els romans va esdevenir el principal centre de la Cirenaica, però va començar a decaure al segle iii i al segle vii era només un llogaret. Sota els àrabs va portar el nom Barnik, derivat de Berenice.
El segle xv tripolitans de Zliten i Misrata van emigrar a la zona i van fer sorgir la nova ciutat. El seu nom actual deriva del santó i benefactor "Sidi Ghazi", mort el 1450 (Ben Ghazi vol dir "Fills de Ghazi"). A un portolà al segle xvi apareix com Marza ibn Ghazi. El 1858 i 1874 va patir plagues de pesta bubònica. El 1897 s'hi van establir turcs de Creta, jueus de Tripolitana i altres emigrants i va passar de 5.000 a 15.000 habitants incloent uns mil italians i maltesos i 2.500 jueus. Quan els italians hi van desembarcar el 1911 tenia 19.000 habitants i era capital d'un wilayat otomà i després ho fou de la província oriental de la colònia de Líbia. L'establiment de vies fèrries després de 1931 la va comunicar amb Soluk (al sud a 56 km) i amb al-Mardj (a l'est a 108 km). El 1938 tenia 66.800 habitants, dels quals 22.000 eren italians, i el seu port era el més actiu del territori. Bombardejada pels aliats el 1942, els italians la van abandonar (1943). El 1951 fou residència del rei de la unió federal de Líbia i capital de Cirenaica. El 1954 tenia 63.000 habitants, quasi tots musulmans. Va patir un atac aeri americà el 15 d'abril de 1986, en revenja per un suposat finançament libi del terrorisme.
Durant la Revolució Líbia de 2011 va ser la seu del Consell Nacional de Transició.

## Galeria d'imatges

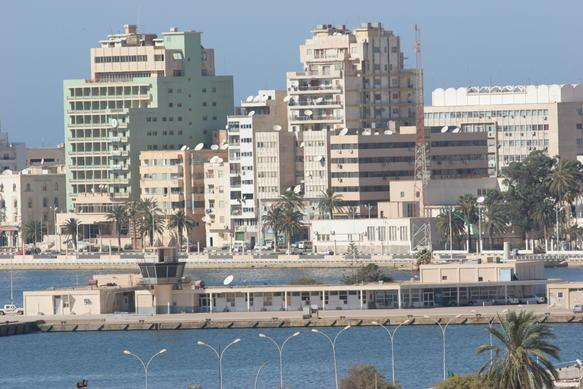
Moderna Bengasi
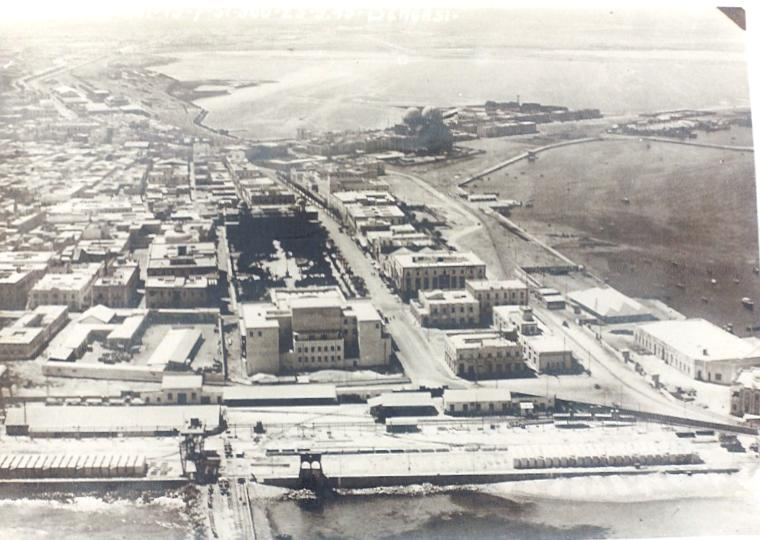
Vella Bengasi
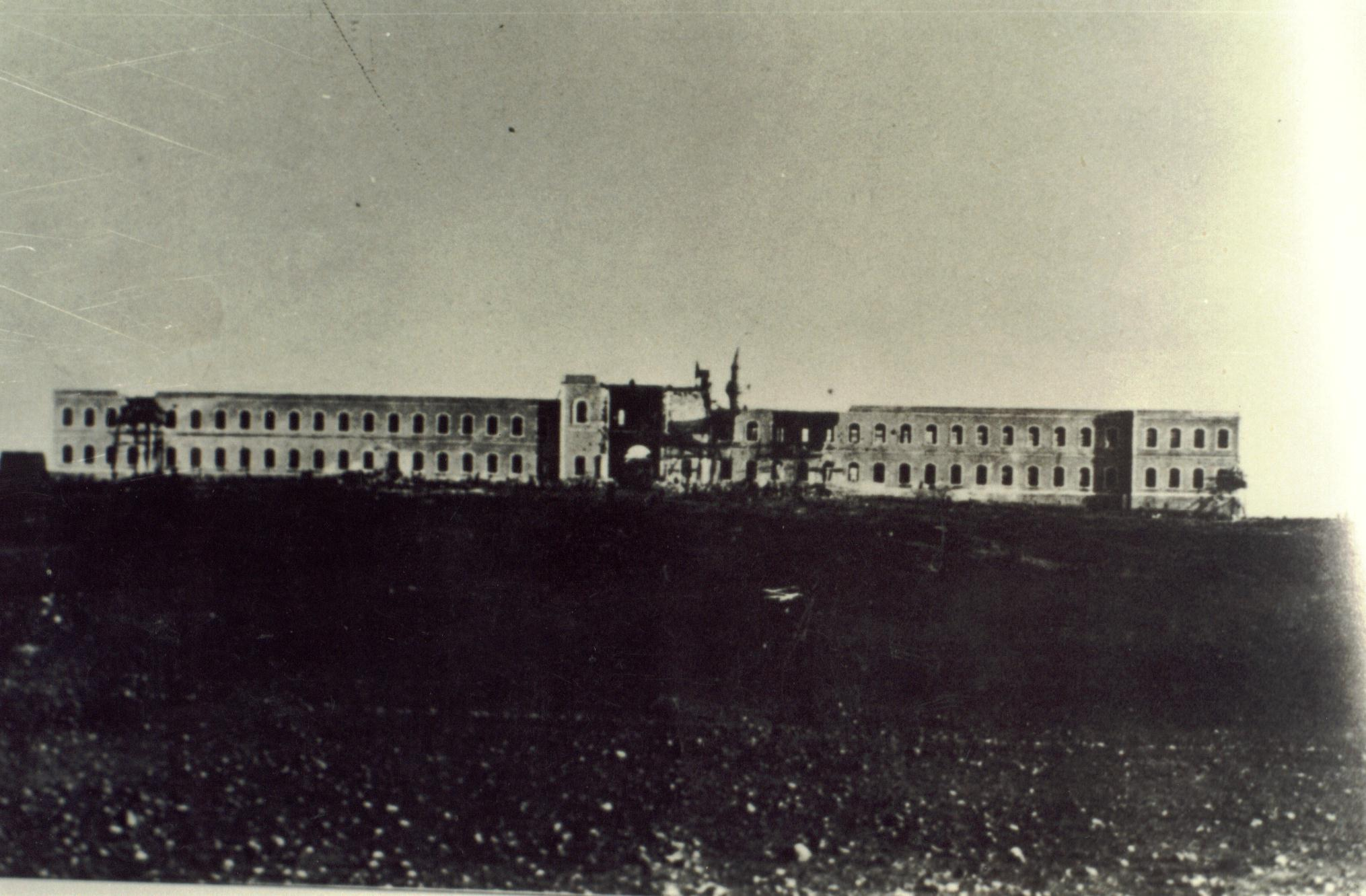
Camp militar a El-Berka